# Туркин, Михаил Сергеевич
Михаил Сергеевич Туркин (23 октября 1923, Москва — 22 ноября 2018, там же) — советский хоккеист с мячом, чемпион мира. Мастер спорта СССР (1956).

## Биография
Начал играть в хоккей с мячом в детской команде «Буревестник» (Москва) в 1937 году.
В годы ВОВ находился в эвакуации. Работал на танковом заводе в Нижнем Тагиле в 1941—1947 годах. В 1944 году дебютировал в «Тракторе», где провёл 4 сезона.
С 1947 года играл в московских клубах «Крылья Советов» и «Буревестник».
В 1958 году оказался в подмосковном клубе из Перово. Через год начал играть в Калининграде в составе «Вымпела», где выступал четыре сезона.
Завершал карьеру в клубе «Фили».
Привлекался в сборную СССР, в составе которой на первом чемпионате мира стал чемпионом.
Неплохо играл в хоккей с шайбой. В сезоне 1952/53 выступал за «Крылья Советов».
Был одним из пионеров травяного хоккея. Выступал за «Буревестник» (Москва), в 1956 году привлекался в сборную.
В 1969—1971 годах — главный тренер ХК «Вымпел».

## Достижения

### хоккей с мячом
- Бронзовый призёр чемпионата СССР (3) — 1957, 1958, 1963
- Бронзовый призёр спартакиады народов РСФСР (1) — 1961
- Победитель спартакиады профсоюзов (1) — 1956
- В списках 22 лучших хоккеистов СССР (2) — 1956, 1957
- Чемпион мира — 1957
- Победитель Московского международного турнира — 1956